# Quentin Buvelot
Quentin Buvelot  (geboren 1969 in Utrecht) ist ein niederländischer Kunsthistoriker. Er arbeitet als Hauptkonservator am Mauritshuis in Den Haag  und gilt als Spezialist für die Malerei des niederländischen Goldenes Zeitalters.

## Leben
Quentin Buvelot hat von 1987 bis 1993 Kunstgeschichte und Archäologie an der Universität Utrecht studiert. Im Anschluss arbeitete er dort 1994 als Juniordozent.  Von Juni 1994 bis Mai 1995 war er als Gastkurator für das Koninklijk Paleis in Amsterdam tätig und bereitete die eine Ausstellung über den Architekt Jacob van Campen vor.  Von Juni 1994 bis Mai 1995 war er als Gastkurator für das Koninklijk Paleis in Amsterdam tätig und bereitete dort eine Ausstellung über den Architekt Jacob van Campen vor. Von 1996 bis 1998 arbeitete er für die Pariser Fondation Custodia und erstellte in deren Auftrag einen Katalog der niederländischen und flämischen Malerei im Musée Fabre in Montpellier. Am Mauritshuis in Den Haag ist Buvelot seit 1996 als Kurator tätig. Seither hat er dort zahlreiche Ausstellungen vorbereitet, oftmals zusammen mit Kunsthistoriker internationaler Partnermuseen.  Hierzu und zu weiteren Themen veröffentlichte er zahlreiche Texte.  Er ist Beiratsmitglied der Kunstförderstiftung Vereniging Rembrandt, Vorstandsmitglied des RKD – Nederlands Instituut voor Kunstgeschiedenis und Vorsitzender des Programmausschusses CODART, einem internationalen Netzwerk von Kuratoren niederländischer und flämischer Kunst.

## Veröffentlichungen (Auswahl)
- zusammen mit Michel Hilaire, Olivier Zeder: Tableaux flamands et hollandais du Musée Fabre de Montpellier. Ausstellungskatalog Institut Neérlandais Paris und Musée Fabre Montpellier, Waanders, Zwolle 1998, ISBN 90-400-9234-6.
- zusammen mit Christopher Whiter, Edwin Buijsen: Rembrandts Selbstbildnisse. Ausstellungskatalog Mauritshuis Den Haag und National Gallery London, Waanders, Zwolle 1999, ISBN 90-400-9331-8.
- zusammen mit Peter van der Ploeg, Epco Runia, Ariane van Suchtelen, Martin Bijl, Margaret Klinge: Dutch and Flemish old masters from the Kremer Collection. Fondation Aetas Aurea, Den Haag 2002, ISBN 90-90-16451-0.
- zusammen mit Hans Buijs: A choice collection, seventeenth-century Dutch paintings from the Frits Lugt collection. Ausstellungskatalog Mauritshuis Den Haag, Waanders, Zwolle 2002, ISBN 90-400-9674-0.
- zusammen mit Ben Broos, Ariane van Suchtelen: Portraits in the Mauritshuis, 1430–1790. Waanders, Zwolle 2004, ISBN 90-400-9000-9.
- zusammen mit Peter van der Ploeg: Koninklijk Kabinet van Schilderijen Mauritshuis, een vorstelijke verzameling.Waanders, Zwolle 2005, ISBN 90-400-9174-9.
- Frans van Mieris 1635–1681. Ausstellungskatalog Mauritshuis Den Haag und National Gallery of Art Washington D.C., Waanders, Zwolle 2006, ISBN 90-400-8161-1.
- zusammen mit Rudi Ekkart: Holländer im Porträt, Meisterwerke von Rembrandt bis Frans Hals. Ausstellungskatalog National Gallery London und Mauritshuis Den Haag, Belser, Stuttgart 2007, ISBN 978-3-7630-2491-9.
- The still lifes of Adriaen Coorte. Ausstellungskatalog und Werkverzeichnis. Mauritshuis, Den Haag 2008, ISBN 978-90-400-8502-4.
- zusammen mit Frederik Duparc: Philips Wouwerman. Ausstellungskatalog Gemäldegalerie Alte Meister Kassel und Mauritshuis Den Haag, Hirmer, München 2009, ISBN 978-3-7774-2251-0.
- Jacob van Ruisdael paints Bentheim. Ausstellungskatalog Mauritshuis Den Haag, Waanders, Zwolle 2009, ISBN 978-90-400-8598-7.
- Made in Holland: highlights from the collection of Eijk and Rose-Marie de Mol van Otterloo. Ausstellungskatalog Mauritshuis Den Haag, Waanders, Zwolle 2010, ISBN 978-90-400-7744-9.
- zusammen mit Desmond Shawe-Taylor: Masters of the everyday: Dutch artists in the age of Vermeer. Ausstellungskatalog Mauritshuis Den Haag, Queen’s Gallery Buckingham Palace London und Queen’s Gallery Palace of Holyroodhouse Edinburgh, Royal Collection Trust, London 2015, ISBN 978-1-909741-19-5.
- zusammen mit Yvonne Bleyerveld, Milou Goverde, Zoran Kwak, Anne Lenders, Fred G. Meijer, Charlotte Rulkens: Slow food. Dutch and Flemish meal still lifes, 1600-1640. Ausstellungskatalog Mauritshus Den Haag, Waanders, Zwolle 2017, ISBN 978-94-6262-117-6.
- Zusammen mit Bernd Ebert, Cécile Tainturier: Jacobus Vrel: auf den Spuren eines rätselhaften Malers Bayerische Staatsgemäldesammlungen und Hirmer, München 2021, ISBN 978-3-7774-3586-2.
- Manhattan masters. Dutch paintings from the Frick Collection. Ausstellungskatalog. Mauritshuis Foundation und Waanders, Den Haag und Zwolle 2022, ISBN 978-94-6262-429-0.